# Christine (regény)
A Christine Stephen King amerikai író 1983-ban megjelent regénye. A mű folytatásának tekintik a később megjelent Rémautó című regényét. Magyarul először az Árkádia Könyvkiadónál jelent meg a regény, Falvay Mihály és Kappanyos András fordításában, 1989-ben.

## Cselekmény
|  | Alább a cselekmény részletei következnek! |

A történet 1978-ban játszódik a békés pennsylvaniai Libertyville-ben. Arnie Cunninghamet és jóbarátját, Dennis Guildert – tizenévesek lévén – inkább az iskolán kívüli dolgok érdekelnek, mint az iskolával kapcsolatosak. Elsősorban persze a lányok és az autók.
Arnie szerelmes is lesz – csak épp nem egy lányba, hanem egy autóba: egy piros-fehér lakkozású, 1958-as Plymouth Fury-ba, amelyet együtt pillantanak meg Dennis-szel. A tulajdonos, egy bizonyos Ronald D. LeBay hajlandó is megfelelő készpénzért túladni az ütött-kopott járgányon, amelyet reménytelen vállalkozásnak tűnik ismét helyreállítani. Arnie-nak azonban, a szerencsétlen, nem épp jóképű serdülőnek sikerül, méghozzá meglepően hamar. Itt kezd először gyanakodni barátja, akivel egyre kevesebb időt tölt el.
Baljós sejtelemei csak fokozódnak az idő múlásával. Miután néhány fiatal osztálytársukkal összetűzésbe kerülnek, azok egyik napról a másikra csúnyán helybehagyják Arnie Christine-jét. A kocsi azonban – rejtélyes módon – rövid időn belül visszanyeri régi pompáját. A tettesek pedig meglakolnak cselekedetükért.
Időközben újsághírben tudatják Libertyville lakosaival, hogy tragikus hirtelenséggel elhunyt Roland D. LeBay. Dennis a temetésén tovább kutakodik, és meg is tud egyet s mást LeBay testvérétől.
Végül belép a képbe – a szerelmi háromszögbe – Leigh Cabot is, egy gyönyörű lány az iskolából, aki beleszeret az egyre jóképűbb és talpraesettebb Arnie-ba. Csakhogy a fiú szíve Christine-é… két „lányt” pedig hosszú távon nem tud megtartani.
|  | Itt a vége a cselekmény részletezésének! |

## Magyarul
- Christine. Regény; ford. Falvay Mihály, versford. Kappanyos András; Árkádia, Bp., 1989

## Film
A történetből film is készült 1983-ban.